# Fredericton—York—Sunbury (circonscription fédérale)
Fredericton—York—Sunbury était une circonscription électorale fédérale du Nouveau-Brunswick, Canada, dont le représentant a siégé à la Chambre des communes de 1989 à 1996. 

## Histoire
La circonscription était composée d'une partie du Comté de Sunbury (paroisses de Burton, Lincoln, Sheffield et une partie de celle de Maugerville) et d'une partie du Comté d'York (Fredericton, paroisses de Bright, Douglas, Kingsclear, Queensbury, Saint-Marys, Stanley et une partie de celle de New Maryland).
La circonscription fut abolie en 1996.

## Liste des députés successifs
Cette circonscription fut représentée par les députés suivants :
|  | Législature | Date élection    | Député     | Profession    | Parti   |
|  | ----------- | ---------------- | ---------- | ------------- | ------- |
|  | 35e         | 21 novembre 1988 | Andy Scott | Fonctionnaire | Libéral |